# ورپوژا
ورپوژا (به انگلیسی: Varappuzha) یک زیستگاه انسانی در هند است که در Ernakulam district واقع شده‌است.

## خصوصیات
ورپوژا ۷٫۷۴ کیلومترمربع مساحت و ۲۴٬۵۱۶ نفر جمعیت دارد.